# Dorothy Ng’ambi Tembo

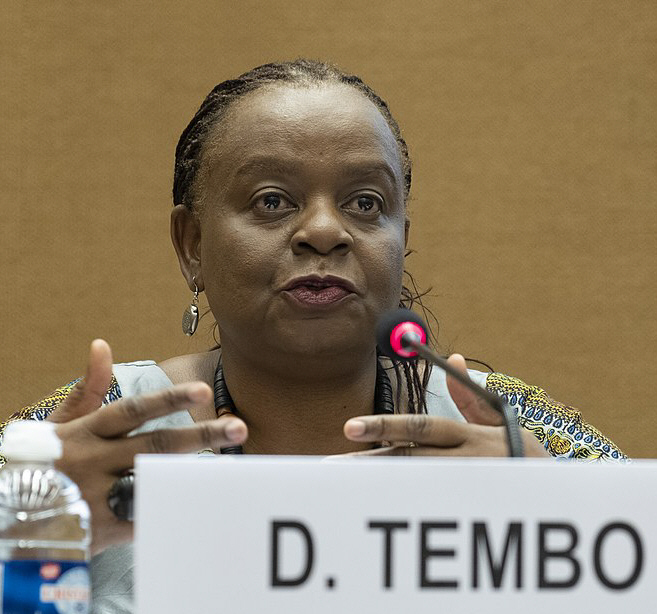
Dorothy Ng’ambi Tembo (2019)

Dorothy Ng’ambi Tembo ist eine sambische Diplomatin und UN-Funktionärin. Sie ist stellvertretende Exekutivdirektorin des Internationalen Handelszentrums (ITC) und leitete das ITC von Januar bis Juli 2020 kommissarisch.

## Leben
Dorothy Ng’ambi Tembo schloss ein Wirtschaftsstudium an der University of Zambia in Lusaka ab.
Tembo arbeitete zunächst auf verschiedenen Positionen im sambischen Wirtschafts-, Handels- und Industrieministerium sowie in der Nationalen Kommission für Entwicklungsplanung. Zwischen 2000 und 2003 war sie als Stellvertretende Team-Leiterin beim US-amerikanischen Entwicklungs-Projekt  USAID RAPID in Botswana tätig, welches die Länder der Entwicklungsgemeinschaft des südlichen Afrika (SADC) bei der Einführung des SADC-Handelsprotokolls unterstützte.
Von 2003 bis 2004 arbeitete Tembo als Beraterin für das USAID-Projekt ZAMTIE in Lusaka, welches durch Kooperation von sambischem Wirtschaftsministerium und dem privaten Sektor das Wachstum von Handel und Investitionen in Sambia unterstützte.
Die nächste Station war von 2004 bis 2008 die Position als oberste Handelsbeauftragte und Direktorin für Außenhandel im sambischen Wirtschaftsministerium. Dabei war eine zentrale Aufgabe, die sambische Delegation bei der WTO-Ministerkonferenz 2005 in Hongkong in ihrer Funktion als Koordinator für die Gruppe der nach UN-Definition am wenigsten entwickelten Länder (LDC) zu leiten. Bei der Konferenz wurden Erleichterungen für den  Marktzugang zu den LDC-Ländern beschlossen und Handelshilfen sowie ein umfangreiches Rahmenprogramm eingerichtet.
Im Oktober 2008 wechselte Tembo zur WTO und war bis 2013 Exekutivdirektorin des Enhanced Integrated Framework (EIF), einer gemeinsamen Initiative verschiedener internationaler Organisationen zur Stärkung der Handelskapazitäten der ärmsten Länder der Welt.
2014 wurde sie zur stellvertretenden Exekutivdirektorin des Internationales Handelszentrum (ITC) ernannt. Mit der Direktorin des ITC, Arancha González, hatte sie bereits bei der WTO zusammen gearbeitet. Als González im Januar 2020 überraschend neue spanische Außenministerin wurde, übernahm Dorothy Ng’ambi Tembo als kommissarische Exekutivdirektorin die Leitung des ITC, bis das Amt im Juli 2020 wieder regulär von der Jamaikanerin Pamela Coke-Hamilton übernommen wurde.